# 异脑王
異腦王（이뇌왕，?—?），大伽倻（高灵伽倻）第九任国王，又作。異腦王別名已富利知加。
百济和新罗攻击不断，新罗和伽倻修好。522年三月，加耶國王異腦王遣使向新罗法兴王請婚，法兴王以伊飡比助夫的妹妹送给異腦王。524年九月，法兴王出巡南境拓地，異腦王來會盟。

## 家庭
- 夫人：兩花公主，好助和善兮夫人的女儿，伊飡比助夫的妹妹，文努的姑姑
- 儿子：
  - 大伽倻第10代王月光太子
  - 大伽倻第16代王道设智王
  - 一说二者为一人
- 女儿：新罗真兴王夫人月華公主

## 注
1. ↑  《三國史記》卷04

| 前任： 荷知王 | 大伽倻國王 第9代王:522年左右 | 繼任： 嘉悉王 |